# Доліво Анатолій Леонідович
Анато́лій Леоні́дович Долі́во (справжнє прізвище — Соботни́цький; 11 жовтня (29 вересня) 1893, Павлоград — 20 квітня 1965, Москва) — російський камерний співак (бас) українського походження, педагог. Член Музичного товариства імені Миколи Леонтовича.

## Життєпис
1918 — закінчив Московський університет (фізико-математичний факультет) та Московську консерваторію (клас вокалу Умберто Мазетті).
З 1930 працював в Московській консерваторії: 1932—1943 — завідувач кафедри камерного співу, 1954—1965 — завідувач кафедри сольного співу.
Брати участь у концертах почав 1918 року. Виступав в багатьох країнах світу (Франція, Німеччина, Швеція, Норвегія, Велика Британія).
1926 року виступав в Україні.
У репертуарі співака — арії Клаудіо Монтеверді, гімни Бенедетто Марчелло, пісні Людвіга ван Бетховена, романси Олександра Даргомижського, Модеста Мусоргського, російські, українські, ірландські, киргизькі народні пісні.
З українських народних пісень виконував, зокрема, «Думу про Байду», «Пісню про Супруна», «Бурю на Чорному морі», «Про трьох братів Азовських», «Про вдову і трьох синів», «Пісню про Калнишевського», «Пісню про Севрюка» .
Мав дружні стосунки з українськими діячами культури, зокрема разом з Дмитром Ревуцьким готував прем'єри «Тригрошової опери» Курта Вайля і «Єврейських пісень» Моріса Равеля.

## Визнання
- 1944 — Заслужений діяч мистецтв РРФСР
- 1947 — Доктор мистецтвознавства
- Член Музичного товариства імені Миколи Леонтовича

## Праці
- Певец и песня. Москва; Ленинград, 1948
- Заметки об истоках русской классической и советской вокальной школы // О музыкальном исполнительстве. — Москва, 1954
- Речетативы в вокальном искусстве // Вопросы музыкально-исполнительского искусства. — Москва, 1962. Выпуск 3
- Народная песня и культура певца // Советская музыка, 1966, № 3